# Кризинель, Эдмон-Анри
Эдмон-Анри Кризинель (фр. Edmond-Henri Crisinel, 2 января 1897, Фауг, кантон Во – 5 сентября 1948, Ньон) – швейцарский поэт, писал на французском языке.

## Биография
Сын хозяина гостиницы. Учился в Лозанне, затем год учительствовал в Цюрихе. В 1919 почувствовал симптомы психического заболевания (бред преследования), был госпитализирован. После выхода из лечебницы уничтожил прежние стихи, начал работать журналистом в La Revue de Lausanne. В 1930 испытал приступ депрессии, сменившийся поэтическим вдохновением. Воспроизвел своё состояние в повести Алектон (1944). Переписывался с Андре Боннаром, Гюставом Ру, Альфредом Корто, Филиппом Жакоте. Еще несколько раз пережив  госпитализацию, покончил с собой (утопился в Женевском озере).

## Избранные публикации
- Le veilleur. Lausanne: Ed. des Trois Collines, 1939
- Nuit de juin. Lausanne: Impr. Réunies, 1945
- Alectone. Paris: Editions des Portes de France, 1947
- Poésies. Genève: P. Cailler, 1949
- Oeuvres. Lausanne: Éd. L'age d'homme, 1979
- Gustave Roud, Edmond-Henri Crisinel:  Correspondance 1928-1947. Lausanne; Carrouge: Association des amis de Gustave Roud, 1997
- Elégie de la maison des morts. Saint-Clément: Fata Morgana, 2007 (иллюстрации Жерара де Палезьё)

## Наследие и признание
В 1958 и 1968 в кантональной и университетской библиотеке Лозанны прошли выставки, приуроченные к 10- и 20-летию смерти поэта (каталог последней см.:  (недоступная ссылка)).